# Puntius denisonii
 Puntius denisonii és una espècie de peix cipriniforme de la família dels ciprínids que es troba a l'Índia.
Els mascles poden assolir els 15 cm de longitud total.